# Ramaria araiospora
Ramaria araiospora es una especie de hongo de la familia Gautieriaceae.

## Nombre común
- Español: rojo de coral.

## Clasificación y descripción de la especie
Basidioma coraloide, de 5-13 cm de alto x 2-8 de ancho, con ramificaciones dicotómicas hacia las puntas, con un ápice subagudo, superficie lisa, de color rosa-rojizo a rosa-coral intenso, decolorándose en la madurez, de color amarillento, y la base rosa-amarillenta. Basidiosporas de 8-10 x 3-4 µm, cilíndricas, amarillento-oliváceas, con apículo prominente y depresión suprahilar, ornamentadas, verrugas que forman estrías longitudinales pero no continuas.

## Distribución de la especie
Se distribuye en México en los estados de México y Jalisco. Y en el oeste de Estados Unidos en los estados de California, Oregón y Washington.

## Ambiente terrestre
Crece en el suelo de bosques de pino-encino.

## Estado de conservación
Se conoce muy poco de la biología y hábitos de los hongos, por eso la mayoría de ellos no se han evaluado para conocer su estatus de riesgo (Norma Oficial Mexicana 059).

## Importancia cultural y usos
Es una especie comestible.